# 查特胡奇河
查特胡奇河（英語：Chattahoochee River，發音：/ˌtʃætəˈhutʃi/）是一條流經美國亞拉巴馬州和喬治亞州的一條河流，也是亞拉巴馬州和喬治亞州的州界。查特胡奇河在阿巴拉契科拉和弗林特河匯流，成為阿巴拉契科拉河並注入墨西哥灣。查特胡奇河全長430英里（690）。